# Attentat de Vic de 1991

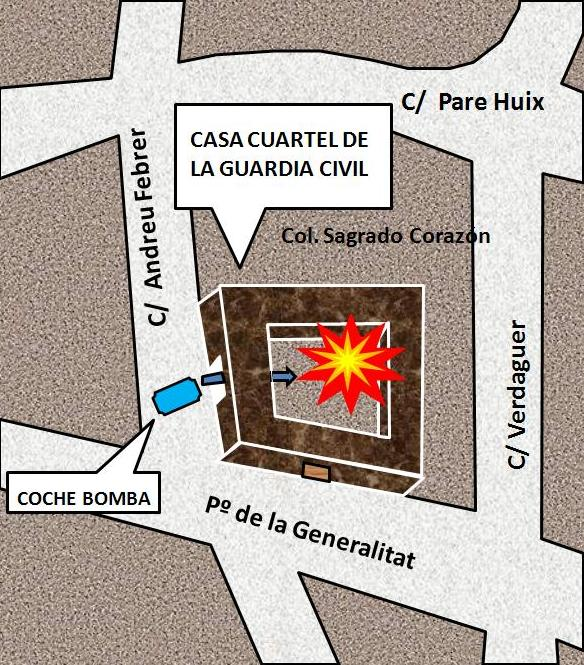
Plan de situation de la casa cuartel de Vic et de la zone où a été poussée la voiture piégées dans la cour centrale du bâtiment.

L'attentat de Vic est l'attentat perpétré le 29 mai 1991 par l'organisation armée ETA à proximité de la caserne de la Guardia Civil à Vic dans la province de Barcelone en Espagne. C'est un attentat avec un véhicule piégé qui fit 9 morts dont 5 enfants, et 44 blessés.

## Les faits
Après le choix de Barcelone comme site retenu pour les Jeux olympiques d'été de 1992, l'ETA décide de lancer une série d'attentats en Catalogne pour attirer l'attention du monde entier. Quelques mois auparavant, six policiers meurent dans un attentat à la bombe dans la ville de Sabadell.
Le lendemain de l'attentat, deux membres de la cellule ETA à l'origine de ces faits sont tués par la Guardia Civil dans un raid sur une maison à Lliçà d'Amunt. Cinq membres de l'ETA sont arrêtés.
Le 20 novembre 2013, en raison de la doctrine Parot, un des auteurs de l'attentat, Juan José Zubieta Zubeldia, seul survivant de l'attentat de Vic, sort de prison après 22 ans et demi d'emprisonnement.

### Sources
- (ca)/(es) Cet article est partiellement ou en totalité issu des articles intitulés en catalan « Atemptat de Vic de 1991 » (voir la liste des auteurs) et en espagnol « Atentado contra la casa cuartel de Vich » (voir la liste des auteurs).
- (es) « Matanza de ETA en la casacuartel de Vic », La Vanguardia,‎ 30 mai 1991 (lire en ligne, consulté le 29 mai 2016)